# Marduk-balāssu-iqbi

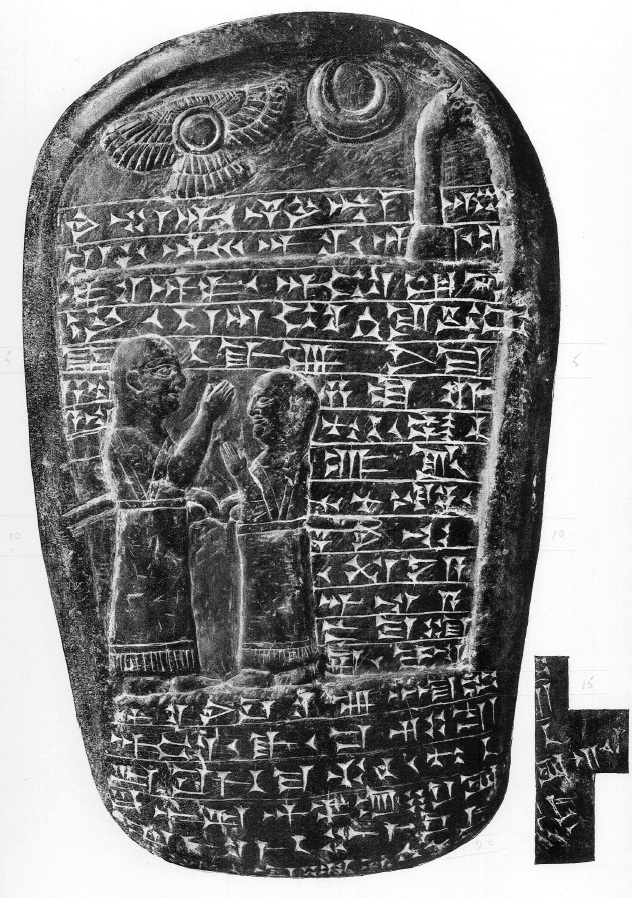
Kudurru BM 90834. Die Inschrift nennt Marduk-balāssu-iqbi als Stifter, 9. Jahrhundert v. Chr.

Marduk-balāssu-iqbi war von 823 v. Chr. bis ca. 813 v. Chr. König des babylonischen Reiches. Er folgte als 8. König der 9. Dynastie auf seinen Vater Marduk-zākir-šumi I. Die Forschung geht überwiegend davon aus, dass er ein Bruder von Šammuramat gewesen ist, der Gemahlin des assyrischen Königs Šamši-Adad V. und Vorbild für die Legende der Semiramis. Seine Herrschaft endete mit einer militärischen Niederlage als Gefangener des Assyrischen Reiches.
Marduk-balāssu-iqbi scheint beim Antritt der Herrschaft schon etwas älter gewesen zu sein. Zumindest nennt ihn die Inschrift eines Kudurru zu einer Grundstücksübertragung als Zeugen, die auf das 2. Regierungsjahr seines Vaters, also 25 Jahre vor seiner eigenen Thronbesteigung datiert ist. Ein weiterer Kudurru mit seinem Namen stammt sogar aus dem 31. Regierungsjahr seines Großvaters. Hier allerdings wird er näher umschrieben als bēl pīḫati, also Statthalter der Provinz und Sohn von Arad-Ea. Es gilt daher als nicht sicher, ob es sich bei dieser Inschrift tatsächlich um den gleichnamigen König handelt. Auf dem Kudurru rechts im Bild, der auf einer Stele aus Granit angebracht ist, tritt er als Stifter in Erscheinung. Leider ist die genaue Herkunft des Fundstücks nicht bekannt.
Hauptsitz seiner Regierung war wohl Gannanāti, eine Stadt am Fluss Diyāla. Er entfaltete Bautätigkeit in Seleucia am Tigris und dehnte das von ihm kontrollierte Gebiet auf Der und Nippur aus. Seine Beamten scheinen aber, so wie er selbst, durch Erbschaft an ihre Stellung gelangt zu sein, darunter Enlil-apla-uṣur, der šandabakku, also Statthalter von Nippur, sowie die Söhne von Tuballiṭ-Ešdar, dem sukkallus (Beamter am Gericht) und šākin ṭēmi (Regionalgouverneur), was auf eine eher schwache Zentralregierung und große lokale Autonomie der Provinzen hindeutet.
Nachdem sich in der vorangegangenen Generation das assyrische und babylonische Reich politisch sehr nahegestanden und wechselseitig in Feldzügen gegen Thronräuber und Aufständische unterstützt hatte, verschlechterten sich die Beziehungen in der Regierungszeit von Marduk-balāssu-iqbi dramatisch. Den Ausschlag dürfte ein noch unter seinem Vater mit Šamši-Adad V. geschlossener Vertrag gegeben haben. Der Assyrer hatte den Thron inmitten eines Bürgerkriegs geerbt und bei Marduk-zākir-šumi I. um Hilfe gebeten, der vermutlich sein Schwiegervater, auf jeden Fall aber ein Verbündeter seines Vaters Salmānu-ašarēd III. gewesen war. Im Gegensatz zur Partnerschaft beider Reiche unter den Vätern, wie sie auf dem schwarzen Obelisken aus Nimrud festgehalten ist, bedeutete der mit dem Erben Salmānu-ašarēds geschlossene Vertrag eine Demütigung und Unterwerfung Assyiens als Vasall unter babylonische Oberherrschaft.
Šamši-Adad V. führte zwei Feldzüge gegen Marduk-balāssu-iqbi. Nach seinen Annalen, die auf einer Stele aus Nimrud überliefert sind, marschierte er mit seiner Armee zunächst entlang des Tigris nach Süden, da ihm der direkte Weg durch die Festung von Zaddi versperrt war, der damals nördlichsten Stadt von Babylonien am Kleinen Zab. Die Synchronistische Geschichte berichtet, dass er zahlreiche Städte auf seinem Weg einnehmen und die Armee von Marduk-balāssu-iqbi und seinen Verbündeten entscheidend schlagen konnte. In der Hauptstadt Gannanāti scheint es aber nur zu Überfällen auf die Vororte gekommen zu sein. Der zweite Feldzug führte dann ohne Umwege zur Eroberung der Stadt. Marduk-balāssu-iqbi, der zunächst ins Umland von Diyāla geflüchtet war, wurde noch vor Einnahme der Stadt Der gestellt, gefangen genommen und in Ketten nach Assyrien gebracht. Nach weniger als einem Jahr ereilte seinen Nachfolger Bāba-aḫa-iddina dasselbe Schicksal.